# 横山镇 (龙游县)
橫山鎮浙江省龙游县，處於龙游县北部，地理優越且交通便利，全鎮總面積大約為138平方千米，其中耕地面積約有1287.8公頃，且鎮中含有豐富的礦物資源。於2017年統計橫山鎮人口約35367人

## 行政区划
横山镇下辖以下地区：
八石坂村、会泽里村、项家村、脉元村、余岗村、大平坂村、横山村、上宾村、西方坞村、下西山村、白鹤桥村、上向徐村、河宗村、贤求棚村、下宅村、后徐村、志棠村、天池村、腰塘边村和塔下叶村。

## 特产
志棠白莲：中国地理标志产品。